# Фарес Буез
Фарес Нухад Буез, Фарес Нухад Бу-Із (15 січня 1955) — ліванський політик, католицький мароніт, зять президента Іллі Граві. Він був міністром закордонних справ Лівану в урядах Омара Карамі, Рашида аль-Сулха і Рафіка Харірі. Він також керував Міністерством охорони навколишнього середовища у 2003—2004 роках. У 1991 році був призначений депутатом ліванського парламенту від округу Касарван.

## Життєпис
Фарес Буез — юрист за освітою. Він обіймав посаду міністра закордонних справ з 1990 по 1992 роки, він пішов з посади через кілька місяців після загальних виборів 1992 року і тимчасово був замінений Насрі Маалоуфом на посаді. Саме Буез брав участь у першій офіційній зустрічі з керівником політичного відділу групи Фаруком Каддумі в середині травня 1991 року після тривалого періоду.
Буез продовжував виконувати функції міністра закордонних справ з 1992 по 1998 рік у кабінеті, який очолював прем'єр-міністр Рафік Харірі. Харірі і він мали напружені стосунки через втручання Харірі у зовнішню політику. Коли Буез був на посаді, його тесть Еліас Граві був президентом Лівану. У 1998 році Салім Хосс замінив Буеза на посаді міністра закордонних справ.
Буез був одним з потенційних кандидатів на посаду президента після першого терміну Еміля Лахоуда у 2004 році. У 2003 році Буез був призначений міністром навколишнього середовища в кабінет, керований Рафіком Харірі, замінивши Мішеля Мусу на посаді. Буез був незалежним членом кабінету. 7 вересня 2004 року він пішов у відставку, протестуючи проти змін до конституції щодо продовження терміну дії Лахода на посаді президента. У той же день подали у відставку ще троє міністрів, а саме Марван Хамаде, Газі Аріді та Абдулла Фархат. Ці чотири міністри також були серед членів парламенту, які проголосували проти продовження терміну Лахода в парламенті.
Тоді державний міністр Мішель Муса замінив Буеза виконуючим обов'язки міністра довкілля. Буез виступав членом ліванського парламенту, представляючи Кесруан до 2005 року. Він знову був одним із претендентів на президентство в Лівані після Лахода в 2007 році. На загальних виборах 2009 року він не був у списку альянсу 14 березня.